# Drammen
'Drammen (norsky  dramen) je město v Norsku. Je správním střediskem kraje Buskerud, zároveň je jedním z větších měst v Norsku. Rozloha činí 137,0 km². K 1. lednu 2006 měl Drammen 57 759 obyvatel a k 1. lednu 2006 měla drammenská konurbace 159 704 obyvatel, je tak šestou největší konurbací v Norsku, která zabírá území přinejmenším pěti měst: Drammen (s podílem 61 %), Nedre Eiker (23 %), Øvre Eiker (8 %), Lier (5 %) a Røyken (3 %).

## Geografie
Drammen leží 40 kilometrů na jihozápad od hlavního města Osla. Samotné město leží u ústí řeky Drammenselvy do Drammensfjordu.
Drammen je nejdůležitějším importním přístavem automobilů a ovoce v Norsku.

## Historie
Skalní rytiny v Åskollenu a Skogerveien jsou 6000 až 7000 let staré, jsou první známkou lidské činnosti v oblasti. Největší skalní rytina v Åskollenu znázorňuje losa.
Rozsáhlé části města byly zničeny požárem 12. – 13. července 1866, což vedlo k obnově městského centra, včetně charakteristického čtvercového náměstí a bragerneského kostela.
V 1909 měl Drammen jako první trolejbusovou dopravu ve Skandinávii. Tyto linky jezdily až do roku 1967. Po mnoho let trpělo centrum města hustým provozem, až roku 1999 byl otevřen Bragerneský tunel, který odvedl většinu dopravní zátěže z centra města. V současnosti je centrum města významně oživeno novou bytovou výstavbou, obchodními zařízeními, restauracemi, kavárnami a bary, jakož i veřejné chodníky podél Drammenselvy.
Drammen byl do 31. prosince 2019 správním městem bývalého kraje Buskerud.

## Partnerská města
- Burgas, Bulharsko
- Kolding, Dánsko
- Lappeenranta, Finsko
- Örebro, Švédsko
- Stykkishólmur, Island